# Jeff Bucknum
Jeff Bucknum (Glendale, 12 de julho de 1966) é um ex-automobilista norte-americano.

## Carreira
Filho de Ronnie Bucknum (que disputou 11 corridas de Fórmula 1 entre 1964 e 1966), estreou no automobilismo aos 27 anos, disputando a Barber Dodge Pro Series. Também competiu na divisão Oeste da Star Mazda entre 1998 e 1999, ficando 2 anos parado.
Voltou às pistas em 2001, correndo na American Le Mans Series até 2005, tendo como melhor resultado um 3º lugar em 2002, além der disputado as 24 Horas de Le Mans de 2003. Pilotou ainda no Grand American Rolex Series e no IMSA Sports Car Challenge até 2012, quando encerrou sua carreira de piloto.
Na Indy Racing League (atual IndyCar), Bucknum disputou 11 provas entre 2005 e 2006 pelas equipes Dreyer & Reinbold, Foyt (2 passagens) e Hemelgarn Racing, tendo como melhor posição um 10º lugar na etapa de Sonoma. Correu 2 edições das 500 Milhas de Indianápolis, obtendo um 22º como melhor classificação final.

## Resultados na IRL
| Ano                    | Equipe                   | Chassis       | Motor         | 1   | 2   | 3   | 4       | 5       | 6   | 7   | 8      | 9      | 10     | 11     | 12     | 13     | 14  | 15     | 16  | 17 | Pos. | Pontos |
| ---------------------- | ------------------------ | ------------- | ------------- | --- | --- | --- | ------- | ------- | --- | --- | ------ | ------ | ------ | ------ | ------ | ------ | --- | ------ | --- | -- | ---- | ------ |
| 2005                   | Dreyer & Reinbold Racing | Dallara IR-05 | Honda HI5R V8 | HMS | PHX | STP | MOT 22  | INDY 13 | TXS | RIR | KAN    | NSH    | MIL    | MIS    | KTY    | PPIR   |     |        |     |    | 25º  | 63     |
| A. J. Foyt Enterprises | Chevrolet Indy V8        | Dallara IR-05 |               |     |     |     |         |         |     |     |        |        |        |        |        | SNM 10 | CHI | WGL 11 | FON |    |      |        |
| 2006                   | Hemelgarn Racing         | Dallara IR-05 | Honda HI6R V8 | HMS | STP | MOT | INDY 32 | WGL     | TXS | RIR | KAN    |        |        |        |        |        |     |        |     |    | 20º  | 97     |
| A. J. Foyt Enterprises |                          | Dallara IR-05 | Honda HI6R V8 |     |     |     |         |         |     |     | NSH 18 | MIL 13 | MIS 14 | KTY 13 | SNM 18 | CHI 17 |     |        |     |    |      |        |

## Links
- Site oficial.com